# 鬼巴士
《鬼巴士》，1995年香港電影，唐偉成作品。

## 故事大綱
職業扒手Michael（任達華飾）因為只顧他的兄弟，冷落女友阿玲（周嘉玲飾），導致感情出了問題，阿玲要求分手。Michael深感悔意並打算向阿玲求婚時，見到阿玲登上巴士離去，於是Michael開車追截阿玲乘坐的巴士，豈料巴士司機阿松以為Michael要超車而心有不甘，加速擺脫之際，巴士撞向吊臂車上的管子，並衝落山坡，車毀人亡。
此後，該巴士路線便經常鬧鬼，巴士公司為平息車禍冤魂，找來了能與鬼魂打交道的大俠（尹揚明飾），負責駕駛出事路線的尾班車，用作接載冤魂。大俠天生有一雙「乾坤正氣眉」，當眉毛亮起後，他就會看見鬼魂，亦能施展法力去對付厲鬼，別人接觸大俠時，同樣可看見鬼魂。而生人一旦登上該線的尾班車，均會發生「撞邪」事件……
在大俠的努力下，不少亡魂均投胎轉世，只剩下阿玲及數隻冤魂不願投胎。阿玲想知道車禍發生前為何Michael對她窮追不捨，要求大俠尋找Michael，但因有兩隻冤魂視Michael為罪魁禍首，想找Michael報仇，因此不能讓其他冤魂知道。
Michael在車禍後為幫助死者家屬，與另外兩名同黨施展扒手伎倆，向以大哥揚為首的黑幫分子扒走一筆現金，後被黑幫分子發現及追殺，其中一名同黨「花旗安」逃走期間失足跌死，另一名同黨Leon則被黑幫禁錮及拷問，Leon在威逼下向黑幫講出Michael藏身位置。
大俠在阿玲生前任職的卡拉OK酒吧中找到Michael，從交談過程中得知Micheal與阿玲陰陽相隔的原因。Micheal帶大俠返回他居住的旅館後，遂吩咐大俠將自己扒得的鉅款分給車禍死者家屬。豈料大俠離開旅館時，黑幫分子進入旅館捉拿Michael並把他押往Leon被禁錮的地方，但最後在大俠協助解救下，Michael與Leon突圍成功，得以逃走，惟Leon在交鋒期間遭黑幫槍擊，後傷重死亡，黑幫亦撿得大俠的工作證。
大俠為死者家屬完成後事之後，就安排Michael與阿玲見面。他叮囑Michael先喬裝方能登上尾班車，Michael則透過大俠的引線，在車上遇見阿玲的亡魂，雙方再續情緣，豈料被其他厲鬼發現，卻被大俠擊退。Michael與阿玲在大俠家留宿期間，兩隻厲鬼再度現身，同一時間，黑幫分子亦得悉大俠居所位置後準備攻入。厲鬼攻擊大俠兩人期間，抵埗的黑幫分子亦遭波及，全數被厲鬼殺死。大俠與Michael一同跟厲鬼交戰，兩人把厲鬼消滅後，大俠安排Michael與阿玲冥婚，隨後出現了一道光，阿玲的亡魂徐徐升起，離開Michael，準備投胎。

## 演員
| 演員   | 角色             |
| ------ | ---------------- |
| 任達華 | Michael          |
| 周嘉玲 | 阿玲             |
| 尹揚明 | 大俠             |
| 秦 豪  | 大哥揚           |
| 太 保  | Leon             |
| 馮克安 | 花旗安           |
| 黃國泉 | 阿松（厲鬼司機） |
| 陳慶航 | 厲鬼色情狂       |
| 林麗薇 |                  |

## 軼事
- 電影攝製隊於水泉澳拍攝了兩個巴士衝落山的情節，其中一個情節於拍攝完畢後，攝製隊沒有即時將巴士移離現場，使途經的市民誤以為發生車禍，於報警後證實乃虛驚一場，最後當局通知電影公司將巴士移離。
- 任達華飾演的扒手在口中藏有刀片，進行扒竊時會用刀片𠝹穿扒竊目標的口袋，然後盜走其身上的財物，這個情節於2008年的電影《文雀》中重現。
- 有份參演的陳慶航原本乃賣滷味小食維生，2015年開設滷味小食店，名為「元朗鬼巴士」，還於旺角、藍田、葵涌、荃灣、屯門、石門、銅鑼灣等開設分店。
- 巴士車頭路線牌顯示編號為97，有網民認為暗示97車毀人亡。
- 拍攝用巴士為兩部九巴退役利蘭珍寶裝配金屬部件車身（第二批），其中一部為巴士編號D868，車牌BL6228。

## 外部連結
- 香港影庫上《鬼巴士》的資料（繁體中文）
- 互联网电影数据库（IMDb）上《鬼巴士》的资料（英文）